# Lityfikacja
Lityfikacja, konsolidacja – proces twardnienia skały okruchowej (proces przemiany skały luźnej w zwięzłą), będący etapem diagenezy. Dzięki tym procesom powstaje np. piaskowiec z piasku.
Lityfikacja polega w ogólnym ujęciu na „zlepianiu się” luźnych ziaren skały w skałę litą. Podstawowe znaczenie mają w jej przypadku takie procesy, jak twardnienie koloidów, sprasowanie osadów pod ciężarem nadległych osadów, cementacja, tj. strącanie spoiwa z roztworów wodnych, krążących w porach między ziarnami skały, odwadnianie osadu i rekrystalizacja.